# Pholas dactylus
Pholas dactylus es una especie de almeja luminiscente, al igual que las especies  género Pholas, que se distribuye en la costa del Pacífico de América del Sur. Es perforador de rocas. Era un alimento de gran prestigio en Europa.
Es sensible a la luz, cuando se expone se retrae en su concha.

## Descripción

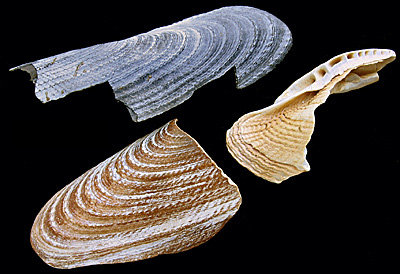
conchas rotas de Pholas dactylus

La concha de Pholas dactylus se caracteriza por presentar un longitud entre los 13  y los 15 cm, por los general de color blanco amarillento o blanco grisáceo. el margen ventral anterior suele ser cóncavo y crenulado y formando una hendidura para el paso del pie., presentan un diente en cada valva, los umbos se localiza en posición anterior y reflejados sobre la concha. En la parte exterior de la concha  presentan líneas concéntricas radiales y en sus intersecciones aparecen espinas. Los sifones son largos y unidos por una envoltura córnea y de color blanco grisáceo o amarillento.

### Hábitat
Pholas dactylo vive en aguas poco profundas, por lo general excavando en roca blanda, en madera y, en algunos casos, en arena compacta.

## Distribución
Habita al oeste de las islas británicas hasta el mar Mediterráneo.

## Antecedentes históricos
Plinio hablaba de la luminiscencia en las bocas de las personas que comían Pholas  y de tal importancia es este fenómeno incluso dijo, que el primer rey de Escocia había ganado su trono por consumir estas almejas.
A finales de siglo XIX fisiólogo el francés Raphaël Dubois estableció el sistema luciferina-luciferasa en el bivalvo bioluminiscente Pholas dactylus.